# Харпер, Диллион
Ди́ллион Ха́рпер (англ. Dillion Harper; род. 27 сентября 1991 года, Флорида, США) — американская порноактриса и модель ню.

## Карьера
Имеет чероки-ирландские корни. После колледжа, где она изучала стоматологию, устроилась на работу с неполной занятостью. Также работала хостес и официанткой в загородном клубе в штате Флорида; официанткой в спортивном баре и в ресторане Olive Garden в городе Нейплс. Чтобы дополнительно заработать, в 19 лет начала со съёмок на веб-камеру для сайта MyFreeCams.com. Также танцевала стриптиз в джентльменском клубе Headquarters в Нью-Йорке.
Перед началом карьеры отправляла свои фотографии в Bang Bros, Brazzers, Score Magazine и в другие агентства. Дебютировала в порноиндустрии в конце июня 2012 года, снявшись для студии Bang Bros, после того, как её отрекомендовала порноактриса Белла Рокс. Её семья не поддержала выбор профессии.
Снимается для Evil Angel, Bang Bros, Mofos, Devil's Film, Naughty America, Reality Kings, Brazzers, New Sensations и других. Работает с такими актёрами как: Джонни Синс, Алан Стаффорд и Эрик Эверхард.
В октябре 2012 года в фильме Beach Booty! студии Mofos в первый и единственный раз снялась в сцене анального секса.
В ноябре 2013 стала Hustler Honey of the Month. Через два месяца появляется на страницах Penthouse. В мае 2014 года была названа сайтом для взрослых Twistys как Treat of the Month. В выпуске The Girls of Penthouse за июль—август 2015 года снялась в фотосессии. В сентябре того же года стала девушкой месяца порносайта Girlsway. Также работает в качестве модели нижнего белья.
13 октября 2014 года Диллион, вместе с Айден Эшли, была объявлена победительницей NightMoves Award в категории «Мисс Конгениальность». Спустя три года получила ту же награду, на этот раз в другой категории — «Наиболее недооценённая исполнительница» (выбор поклонников).
Родной город — Янкитаун, Флорида. Около десяти лет прожила в Гейнсвилле.
В июле 2019 года исполнила песню в музыкальном сингле «Porn Star» хип-хоп музыканта Райана Бэнкса.
На 2020 год снялась в 439 фильмах для взрослых.

## Награды и номинации
| Год  | Награда          | Результат | Категория | Фильм                             |
| ---- | ---------------- | --------- | --- | --------------------------------- |
| 2013 | Sex Award        | Номинация | Самая горячая новая девушка | н/д                               |
| 2014 | AVN Award        | Номинация | Лучшая новая старлетка | н/д                               |
| 2014 | AVN Award        | Номинация | Лучшая сцена группового секса (вместе с Анникой Элбрайт, Мануэлем Феррарой, Мишей Брукс, Райли Рид, Реми Лакруа и Эшли Файерс)                                                                                                 | Manuel Ferrara’s Reverse Gangbang |
| 2014 | AVN Award        | Номинация | Лучшая сцена секса парень/девушка (вместе с Миком Блу) | Wet Dreams                        |
| 2014 | NightMoves Award | Победа    | Мисс Конгениальность (вместе с Айден Эшли) | н/д                               |
| 2014 | XBIZ Award       | Номинация | Лучшая новая старлетка | н/д                               |
| 2014 | XRCO Award       | Номинация | Кремовая мечта года | н/д                               |
| 2014 | XRCO Award       | Номинация | Новая старлетка года | н/д                               |
| 2015 | AVN Award        | Номинация | Лучшая сцена группового секса (вместе с Брэдли Ремингтоном, Даной Деармонд, Джейсоном Мэтриксом, Джесси Джонсом, Джессикой Мэдисон, Дэниелом Хантером, Кармен Кармой, Кэти Сент-Айвс, Райлинн Рэй, Сарой Шевон и Чедом Альвой) | Private Lives                     |
| 2015 | AVN Award        | Номинация | Лучшая сцена секса от первого лица (вместе с Кевином Муром) | Tanlines 4                        |
| 2015 | AVN Award        | Номинация | Награда поклонников: любимая порнозвезда (женщина) | н/д                               |
| 2015 | XBIZ Award       | Номинация | Лучшая сцена — виньетка (вместе с Дэнни Маунтином) | Young Girl Seductions 2           |
| 2016 | AVN Award        | Номинация | Лучшая сцена секса от первого лица (вместе с Дэнни Маунтином и Сарой Лав) | Girlfriend Experience 2           |
| 2016 | AVN Award        | Номинация | Награда поклонников: величайшая веб-знаменитость | н/д                               |
| 2016 | AVN Award        | Номинация | Награда поклонников: лучшие сиськи | н/д                               |
| 2016 | AVN Award        | Номинация | Награда поклонников: самая эпическая задница | н/д                               |
| 2016 | NightMoves Award | Номинация | Лучшая порноактриса-стриптизёрша | н/д                               |
| 2016 | RISE Award       | Победа    | Лучшие сиськи | н/д                               |
| 2017 | AVN Award        | Номинация | Лучший веб-сайт порнозвезды (DillionHarperExclusive.com) | н/д                               |
| 2017 | NightMoves Award | Победа    | Наиболее недооценённая исполнительница (выбор поклонников) | н/д                               |
| 2017 | RISE Award       | Победа    | Лучшие сиськи | н/д                               |
| 2017 | RISE Award       | Победа    | Сольный сайт года (DillionHarperExclusive.com) | н/д                               |
| 2018 | Pornhub Award    | Победа    | Самая красивая киска (награда поклонников) | н/д                               |
| 2018 | Pornhub Award    | Номинация | Самая популярная исполнительница | н/д                               |
| 2018 | Pornhub Award    | Номинация | Самые красивые сиськи (награда поклонников) | н/д                               |
| 2018 | Pornhub Award    | Номинация | Самый забавный исполнитель (награда поклонников) | н/д                               |
| 2018 | Pornhub Award    | Номинация | Сирена соло — лучшая исполнительница мастурбации | н/д                               |
| 2018 | XBIZ Award       | Номинация | Лучшая сцена секса — виртуальная реальность (вместе с Бриджит Би) | Motherly Love                     |
| 2019 | Fleshbot Award   | Победа    | Лучшие сиськи | н/д                               |
| 2019 | Pornhub Award    | Номинация | Лучший Twitter (награда поклонников) | н/д                               |
| 2019 | Pornhub Award    | Победа    | Самые красивые сиськи (награда поклонников) | н/д                               |
| 2020 | XBIZ Cam Award   | Номинация | Лучшая премиум-социальная медиазвезда — женщина | н/д                               |

## Избранная фильмография
- 2012 — Big Dick for a Cutie
- 2012 — Brazzers Christmas Party
- 2012 — She is So Cute 4
- 2013 — Sexual Healing
- 2013 — Couples Bang the Babysitter
- 2013 — Young and Glamorous 5
- 2014 — Brand New Girls
- 2014 — Father Figure
- 2014 — Milf Banged
- 2014 — These Things We Do
- 2014 — Mother-Daughter Exchange Club 34
- 2015 — We Live Together 37